# Pollack (magasin)
 (mars 2022).
La mise en forme du texte ne suit pas les recommandations de Wikipédia : il faut le « wikifier ».
Les points d'amélioration suivants sont les cas les plus fréquents :
- Les titres sont pré-formatés par le logiciel. Ils ne sont ni en capitales, ni en gras.
- Le texte ne doit pas être écrit en capitales (les noms de famille non plus), ni en gras, ni en italique, ni en « petit »…
- Le gras n'est utilisé que pour surligner le titre de l'article dans l'introduction, une seule fois.
- L'italique est rarement utilisé : mots en langue étrangère, titres d'œuvres, noms de bateaux, etc.
- Les citations ne sont pas en italique mais en corps de texte normal. Elles sont entourées par des guillemets français : « et ».
- Les listes à puces sont à éviter, des paragraphes rédigés étant largement préférés. Les tableaux sont à réserver à la présentation de données structurées (résultats, etc.).
- Les appels de note de bas de page (petits chiffres en exposant, introduits par l'outil «  Source ») sont à placer entre la fin de phrase et le point final[comme ça].
- Les liens internes (vers d'autres articles de Wikipédia) sont à choisir avec parcimonie. Créez des liens vers des articles approfondissant le sujet. Les termes génériques sans rapport avec le sujet sont à éviter, ainsi que les répétitions de liens vers un même terme.
- Les liens externes sont à placer uniquement dans une section « Liens externes », à la fin de l'article. Ces liens sont à choisir avec parcimonie suivant les règles définies. Si un lien sert de source à l'article, son insertion dans le texte est à faire par les notes de bas de page.
- La présentation des références doit suivre les conventions bibliographiques. Il est recommandé d'utiliser les modèles {{Ouvrage}}, {{Chapitre}}, {{Article}}, {{Lien web}} et/ou {{Bibliographie}}. Le mode d'édition visuel peut mettre en forme automatiquement les références.
- Insérer une infobox (cadre d'informations à droite) n'est pas obligatoire pour parachever la mise en page.

Pour une aide détaillée, merci de consulter Aide:Wikification.
Si vous pensez que ces points ont été résolus, vous pouvez retirer ce bandeau et améliorer la mise en forme d'un autre article.
 (mars 2022).
Si vous disposez d'ouvrages ou d'articles de référence ou si vous connaissez des sites web de qualité traitant du thème abordé ici, merci de compléter l'article en donnant les références utiles à sa vérifiabilité et en les liant à la section « Notes et références ».
Pour les articles homonymes, voir Pollack.
M. Pollack Limitée, communément appelé Pollack était une chaîne de grands magasins dans la région de la ville de Québec.  Le premier magasin fut fondé en 1906 à Québec par Maurice Pollack, un immigrant ukrainien juif arrivé au Canada et à Québec en 1902.

## Historique
Après avoir été vendeur itinérant de vêtements sur les fermes de la Beauce pendant quatre  ans, Maurice Pollack ouvre son premier magasin, une mercerie pour hommes, en 1906 sur la rue Saint-Joseph à Québec. En 1911, il déménage, toujours sur la rue Saint-Joseph, dans un local plus grand y ajoutant les rayons de vêtements pour femmes et enfants.
Pollack déménage son commerce à plusieurs reprises sur la rue Saint-Joseph. Chaque déménagement lui permet d’agrandir son magasin. Ayant trois fils servant dans l'armée lors de la deuxième guerre mondiale, il contribue à l'effort de guerre en construisant une usine fabriquant des manteaux et des chaussures pour les militaires de l'armée canadienne.
En 1951, il ouvre son plus grand magasin, qui occupera un immeuble de cinq étages entre le boulevard Charest et la rue Saint-Joseph. Son magasin-phare attire les regards par son modernisme et ses vitrines. Celles-ci  séduisent les passants et acheteurs à toute heure du jour et notamment les arrangements du temps des fêtes.  Pour permettre à ses clients de garer leur voiture facilement à proximité, il fait construire un  stationnement de forme circulaire (rotonde) de quatre étages avec une entrée très moderne pour l'époque sur le boulevard Charest en face du magasin. 
En 1958, Maurice Pollack délègue la direction de l'entreprise à ses fils. Il se tourne vers la philanthropie ayant créé, en 1955, la Fondation Maurice-Pollack. M. Pollack meurt en 1968.
Avec l’avènement des centres commerciaux en banlieue de Québec, la concurrence s'installe avec les grands magasins ayant pignon sur la rue Saint-Joseph tels la Compagnie Paquet  et le Syndicat de Québec dans le centre-ville de Québec, Pollack ouvre une première succursale sur le boulevard Laurier entre Place Laurier et Place Sainte-Foy en 1965;  elle ne se maintiendra que 11 ans et fermera ses portes en 1976. Plus tard, cet emplacement deviendra  Place Belle-Cour et ensuite  Place de la Cité. 
La chaîne connait des difficultés financières: l'inflation des années 1970, la difficulté de s'adapter à une clientèle plus jeune, le déclin de la population dans le quartier Saint-Roch et l'arrivée de plusieurs grandes chaînes canadiennes comme Sears, Eaton, et américaines comme Woolco et plusieurs autres sonnent le glas de l'entreprise en 1978. Après sa fermeture, le rez-de-chaussée et le sous-sol du magasin du boulevard Charest deviennent une galerie marchande connue sous le nom de Place Cartier.

## Tragédie au magasin Pollack
Un drame survient le 4 février 1959 sur le coup de midi au magasin Pollack du boulevard Charest. L'imposante marquise protégeant la façade du boulevard Charest s’effondre sous le poids de la neige accumulée et des décorations. Cette chute cause la mort de deux personnes et des blessures à une dizaine d'autres dont certaines sont soufflées vers les vitrines du magasin. La marquise de bois et de métal mesurait 146 pieds (44,5 mètres) de longueur sur 7 pieds et demi (plus de 2 mètres) de largeur avec une épaisseur de 14 pouces (35 cm).